# Los Sims 4: De acampada
Los Sims 4: De acampada —en inglés: The Sims 4: Outdoor Retreat—  es el primer paquete de contenido del juego de computadora, Los Sims 4. El pack fue lanzado el 13 de enero de 2015 a través de la plataforma Origin. La temática del pack está relacionada con la posibilidad de acampar en la naturaleza y tiene un contenido similar a las vacaciones en el barrio Tres Lagos de la expansión Los Sims 2: Bon Voyage.
De acampada es el primer pack de Los Sims 4 y contiene menos contenido que una expansión, pero más que el catálogo. La creación del paquete fue el resultado de dar libertad creativa a uno de los diseñadores del equipo de desarrollo.
Los críticos elogiaron esta expansión por proporcionar un mundo hermoso y expansivo, pero no apreciaron la cantidad de contenido disponible.

## Jugabilidad
El pack agrega un nuevo mundo, Granite Falls, cuya naturaleza se asemeja a las montañas y ríos del norte de Estados Unidos y Canadá con bosques de taiga, posee pinos, ríos de montaña y cascadas. La esencia del viaje al spa es la recreación y el pasatiempo en la naturaleza. Los sims pueden alquilar cabañas o vivir al aire libre en una carpa. El pack agrega la capacidad de dormir/tener relaciones sexuales en una tienda de campaña, sentarse y asar junto al fuego, mirar las estrellas, jugar a la herradura y usar un refrigerador portátil. Aparecen insectos en Granite Falls, que se pueden atrapar y pueden picar a los sims. También es posible recolectar plantas silvestres y hacer varias pociones a partir de ellas, desarrollando la habilidad fitoterapia. Si el sim tiene preguntas sobre Granite Falls, puede preguntarle al guía local sobre ellas. Hay un pasaje secreto en el bosque que conduce a un lugar oculto: el escondite del ermitaño. El ermitaño puede informarle sobre una receta especial a base de hierbas.

## Desarrollo y lanzamiento
El lanzamiento de un nuevo paquete de contenido se anunció por primera vez el 18 de diciembre de 2014, cuando aparecieron las primeras imágenes de la expansión. Esta es la primera expansión paga de Los Sims 4 y es la sucesora de Los Sims 4: ¡A trabajar!.  El 19 de diciembre, se lanzó el tráiler oficial del pack. También es el primer «juego» de la franquicia, cuyas expansiones siempre se han dividido en complementos y catálogos. El juego en sí es una versión limitada del juego base, unido por un tema común, la posibilidad de reclutamiento se centra en el estudio de una nueva ubicación por parte de los sims, llena de nuevas oportunidades de juego. El diseñador Michael True trabajó en el mundo del juego, durante el desarrollo se le dio mucha libertad creativa, y Michael admitió que, como resultado, fue él a quien se le ocurrió la idea de crear un pasaje secreto para un jardinero ermitaño.
El pack fue lanzado el 13 de enero de 2015 mediante Origin, mientras que para Mac OS el 17 de febrero. También es la única expansión de pago que estaba disponible en una versión exclusiva para Windows.
El paquete físico estuvo disponible como parte de The Sims 4 Collection 2 el 22 de octubre de 2015 en Estados Unidos. El 4 de diciembre de 2018, se lanzó el pack para PlayStation 4 y Xbox One.

## Banda sonora
Siguiendo la tradición, junto con esta lanzamiento, se agregaron sencillos regrabados en Simlish, en particular, el grupo Golden Youth grabó su canción para la banda sonora.

| N.º | Título                         | Artista         | Duración |  |
| 1.  | «Where's Your Heart Gone»      | Golden Youth    | 3:38     |  |
| 2.  | «Get it Right»                 | Oh Honey        | 2:50     |  |
| 3.  | «Zolombray»                    | The Shoaks      | 3:11     |  |
| 4.  | «Man Down»                     | Kleiv Champman  | 3:48     |  |
| 5.  | «Celeste»                      | Ezra Vine       | 3:25     |  |
| 6.  | «Please Don't Say You Love Me» | Gabrielle Aplin | 2:59     |  |

## Recepción crítica
El juego recibió reseñas mixtas por los críticos, con una puntuación media del 66% según Metacritic. TheGamer nombró al pack como el cuarto mejor paquete de Los Sims 4. Además, el paquete ocupa el segundo lugar en términos de popularidad entre los jugadores.
Darryn Bonthuys del sitio Criticalhit señaló que De acampada agrega suficientes características nuevas e interesantes para comprar y probar. Una opinión similar es compartida por Jess Nickelsen de Nzgamer, señalando que durante las vacaciones en el bosque hay suficientes eventos nuevos e interesantes para hacer nuevas amistades o regresar allí nuevamente. El sitio Impulsegamer señaló que el nuevo mundo Granite Falls parece más abierto y cercano a Los Sims 3 , pero al mismo tiempo está lleno de hermosos paisajes en forma de ríos, arroyos de montaña, cascadas, árboles, etc., y es visualmente más agradable que los mundos abiertos medio vacíos de la tercera entrega de Los Sims.
Algunos críticos dejaron reseñas negativas sobre el pack. Por ejemplo, un crítico de Eurogamer comentó que agrega muy pocas características y funcionalidades nuevas, y las nuevas acciones se limitan, por ejemplo, a jugar con una herradura, sentarse junto al fuego y dormir en una carpa. Bryan Ertmer de Gaming Trend no estaba contento con el hecho de que no se puede comprar un lote en Granite Falls, y que alquilar una casa y el costo de vida son demasiado caros como para no prescindir con trucos. En su opinión, el pack no ofrece nada a gran escala y no amplía las capacidades del juego base, y la mayoría de los jugadores intentarán unas vacaciones con un sim en el bosque y probablemente nunca usarán la expansión.